# Давно пора (Родина)
«Давно пора» (англ. «Long Time Coming») — финал четвёртого сезона американского драматического телесериала «Родина», и 48-й во всём сериале. Премьера состоялась на канале Showtime 21 декабря 2014 года.

## Сюжет
В связи со скорой отставкой Локхарта с должности директора ЦРУ, Сол (Мэнди Патинкин) рассматривает возможность возвращения в агентство. Потенциальным препятствием является видео Хайссама Хаккани, записанного с Солом в качестве заложника, которое, если опубликуется, политически навредит Солу.
Дар Адал (Ф. Мюррей Абрахам) сообщает Солу, что он заключил сделку с Хаккани. В обмен на соглашение Хаккани больше не укрывать террористов в Афганистане, ЦРУ убрало Хаккани из их «смертельного списка». Сол оскорблён из-за того, что была заключена такая сделка. Адал предоставляет карту памяти, содержащую видеозапись, которое Хаккани дал ему, с уверенностью, что Солу больше не нужно беспокоиться о её всплыве. Он приглашает Сола вернуться и руководить ЦРУ.
После смерти их отца, Кэрри (Клэр Дэйнс) и Мэгги (Эми Харгривз) получают неожиданный визит от Эллен Мэтисон (Виктория Кларк), их матери, которая отсутствовала в течение 15 лет. Кэрри враждебна к ней и выгоняет её из дома сразу же.
Кэрри проводит надгробную речь для её отца Фрэнка на похоронах. Там она воссоединяется с Куинном (Руперт Френд), который сумел выбраться из Пакистана с помощью немецкой разведки. После похорон, Кэрри и Куинн разделяют страстный поцелуй. Кэрри останавливается и предупреждает, что любые отношения с ней могут только плохо кончиться. Куинн говорит, что он хочет уйти из ЦРУ, но не сможет держаться в стороне без её помощи; он просит её подумать об этом и уходит.
К Куинну подходит сообщник, Роб (Майк Макколл), который даёт ему новое задание: убийство трёх значимых целей ИГ (ИГИЛ) в Алеппо, Сирии. Куинн отказывается от задания, сказав, что он уходит. Роб заявляет, что у миссии на 20% шансов меньше быть успешной без него, и пытается манипулировать им в неё, заставив его отправить письма других сообщников к их близким, в случае, если миссия будет неудачной, но Куинн в конце концов отказывается. После телефонного разговора с Кэрри, Куинн предполагает, что она собирается отказаться от его предложения. Он принимает миссию как только команда собирается уйти, написав письмо, адресованное Кэрри.
Кэрри передумывает и выслеживает Эллен, желая узнать, почему она бросила семью. Эллен признаётся, что она была закоренелой прелюбодейкой, и после того, как она забеременела от другого мужчины, она решила разорвать отношения с Мэтисонами. Кэрри опешила от такого, так как она всегда верила, что биполярное расстройство её отца было тем, что сделало их брак несостоятельным.
Кэрри пытается позвонить Куинну, но только обнаруживает, что его номер не обслуживается, после чего она навещает Адала, требуя контакта с Куинном, но Адал говорит, что Куинн отправился на задание в Сирию и его нельзя достигнуть. Кэрри противостоит Адалу знанием о том, что он встречался с Хаккани в Исламабаде. Она утверждает, что Сол никогда бы не одобрил сделку с Хаккани, что обесчестило бы всех своих погибших союзников в посольстве. Адал говорит ей спросить Сола самой, раскрывая, что Сол снаружи на настиле. Кэрри смотрит на Сола, понимая, что он всё таки согласился на сделку, и уходит, не сказав ему ни слова.

## Производство
Режиссёром эпизода стала исполнительный продюсер Лесли Линка Глаттер, а сценаристом стала исполнительный продюсер Мередит Стим.

## Реакция

### Реакция критиков
Сайт Rotten Tomatoes сообщил о рейтинге 100% от критиков, на основе 12 отзывов. Консенсус сайта гласит: «Подрывая ожидания, „Давно пора“ делает умный, острый и удовлетворительно приглушённый финал для отличного сезона „Родины“.»
Кори Баркер из TV.com сказал, что финал „предложил действительно сильную смесь мрачных размышлений и интриг на будущее“, добавив, что сценарий Мередит Стим был „особенно хорошо выстроен“.
Джошуа Олстон из The A.V. Club дал эпизоду оценку «B-», сказав, что у эпизода были проблемы с его темпом, также наблюдая, что там была «подлинная задумчивость, одолженная этому эпизоду».
Скотт Коллура из IGN оценил эпизод на 9,0 из 10, и написал: «Четвёртый сезон закончился на тихом, отражающемся клиффхэнгере, хорошем изменении темпа для сериала».

### Награды
Ф. Мюррей Абрахам был номинирован на премию «Эмми» как лучший приглашённый актёр в драматическом сериале за этот эпизод.

### Рейтинги
Во время оригинального показа, эпизод посмотрели 1,92 миллиона зрителей.